# Lapurdum
Lapurdum est une revue scientifique annuelle à caractère scientifique, consacrée aux études basques et notamment à la langue et aux textes. Elle est créée par Jean-Baptiste Orpustan en 1996. Son nom vient de la ville romaine de Lapurdum premier nom de Bayonne.
Publiée par le Centre de Recherches IKER (UMR 5478 CNRS), avec le concours de la Faculté pluridisciplinaire de Bayonne, elle se concentre plus particulièrement sur l'étude de la langue et des textes.
Lapurdum est une revue disponible en accès libre sur le portail OpenEdition Journals.
Elle a pour directeur de publication Charles Videgain, secrétaires de rédaction Ur Apalategi, Urtzi Etxeberria, Aritz Irurtzun, administrateur Jean Casenave, responsable de la version électronique Jean-Philippe Talec, concepteurs de la maquette Inès Secondat Inès Secondat de Montesquieu et Bruno Cenou.